# Universiteit Utrecht
De Universiteit Utrecht (UU) is een Nederlandse universiteit in de stad Utrecht (tot 20 oktober 1992 bekend als de Rijksuniversiteit te Utrecht (RUU)). Met bijna 40.000 studenten (en een jaarlijkse instroom van 7.000 nieuwe studenten) is de UU een van de grootste universiteiten van Nederland. Aan de universiteit zijn ongeveer 10.000 medewerkers verbonden, waarvan meer dan 700 hoogleraren. De universiteit biedt bacheloropleidingen, minors, masteropleidingen en promotietrajecten. Er zijn zeven faculteiten. In 2023 bedroeg het totale jaarbudget circa 1,1 miljard euro.

## Geschiedenis

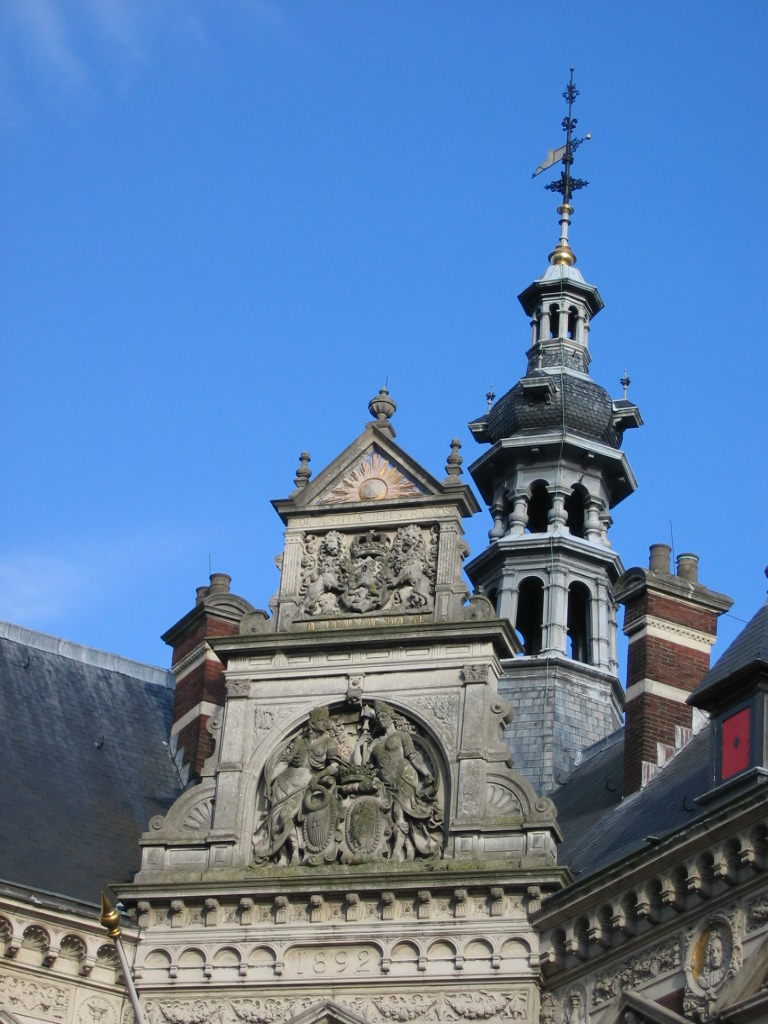
Detail van het Academiegebouw van de Universiteit Utrecht.

In 1634 ontstond de Utrechtse illustere school waar, na de Latijnse school, een vervolgopleiding kon worden gevolgd. De illustere school werd verbonden aan de Hiëronymusschool en twee jaar later verheven tot universiteit. De opening van de Universiteit Utrecht vond plaats op 26 maart 1636. De inaugurale rede werd gehouden door de invloedrijke hoogleraar theologie Gisbertus Voetius; de eerste rector magnificus was hoogleraar rechten en wiskunde Bernardus Schotanus. De universiteit koos de zinspreuk Sol Iustitiae Illustra Nos (Zonne der gerechtigheid verlicht ons, afgeleid van Maleachi 3:20) en een zon (sol) als wapensymbool. De universiteit telde bij de opening enkele tientallen studenten en er werkten zeven hoogleraren aan vier faculteiten: de filosofische, die een propedeutische opleiding aan alle studenten bood, en de drie hogere faculteiten, de theologische, de juridische en de medische. Kort na de opening zou Anna Maria van Schurman als eerste vrouw toegelaten worden.
Utrecht bloeide in de zeventiende eeuw op, ondanks de concurrentie van de oudere universiteiten van Leiden (1575), Franeker (1585) en Groningen (1614) en van de illustere scholen van Harderwijk (1599, universiteit vanaf 1648) en Amsterdam (1632). Vooral Leiden was een geduchte concurrent van Utrecht. Daarom moesten er de nodige investeringen worden gedaan. De stadsbibliotheek in de Janskerk kreeg de functie van universiteitsbibliotheek. Het Catharijnegasthuis werd voor de medische faculteit in 1636 een academisch ziekenhuis. Een medische kruidentuin kon in 1639 worden aangelegd op bolwerk Sonnenborgh. Drie jaar daarna richtte men op de Smeetoren een sterrenwacht in, die later ook gebruikt werd voor weerkundige waarnemingen. In deze beginjaren werd tevens de Maliebaan geopend waar het maliespel gespeeld kon worden.
De universiteit trok vele studenten uit het buitenland aan, met name Duitsers, Engelsen en Schotten. Zij waren getuigen van de intellectuele en theologische strijd die de aanhangers van de nieuwe filosofie (René Descartes woonde een tijdlang in Utrecht) leverden met de aanhangers van de orthodoxe theoloog Voetius, de eerste hoogleraar van de universiteit.
De Franse bezetter degradeerde in 1810 de Utrechtse universiteit tot 'école secondaire' (middelbare school), maar na de oprichting van het Koninkrijk der Nederlanden in 1813 kreeg de universiteit haar oude rechten terug. In 1817 werden Leiden, Groningen en Utrecht de drie Rijksuniversiteiten (zgn. 'hoge scholen') van het Noordelijke deel van de nieuwe staat. Leiden kreeg de titel van 'eerste' hoge school. Utrecht speelde een prominente rol in de opbloei van de Nederlandse natuurwetenschap. Rond 1850 vormde zich de zogenaamde 'Utrechtse school' in de natuurwetenschappen, met als kopstukken de hoogleraren Harting, Mulder, Buys Ballot en Donders. Zij introduceerden het onderwijslaboratorium als oefenplaats voor hun studenten. De Rijks Veeartsenijschool werd in 1918 een hogeschool en vanaf 1925 de faculteit Diergeneeskunde van de universiteit.
Met het begin van de Tweede Wereldoorlog bleef de universiteit geopend. Rector Kruyt ontsloeg in november 1940 de drie joodse hoogleraren (Ornstein, Wolff en Roos) en vier joodse assistenten (Katz, Fischer, Pais en Van der Hoeven) en deed daarna een "dringend beroep" op de Utrechtse studenten om niet als in Leiden en Delft in opstand te komen. "Nooit probeerden de Utrechtse bestuurders de vaak onduidelijke maatregelen [van de Duitsers] te interpreteren ten faveure van de [joodse] betrokkenen. In geval van twijfel vroeg men stelselmatig om precisie bij het departement van Onderwijs, wat consequent tot verscherping van de verordeningen leidde." Ook Joodse studenten werden buiten de universiteit gezet. Eind 1942 eiste de Duitse bezetter de naamregisters op in verband met tewerkstellingen. De universiteit weigerde deze te overhandigen. Een aantal studenten ging er vervolgens toe over om de studentenadministratie in brand te steken. Sommige studenten verzorgden onderdak voor kinderen uit joodse families via het Kindercomité en Kindjeshaven. Studente Truus van Lier ging over tot gewapend verzet en schoot in 1943 de Utrechtse NSB-hoofdcommissaris van politie G.J. Kerlen dood.
Vanaf de jaren 1960 is een aanzienlijk deel van de universiteit verhuisd naar De Uithof dat het meest oostelijke deel van de stad beslaat en ten zuiden van De Bilt ligt.
De Universiteit Utrecht is vertegenwoordigd in de Stichting Academisch Erfgoed, een stichting die als doel heeft om universitaire collecties en cultuurschatten in stand te houden.
In 2020 was de Universiteit Utrecht mede-initiatiefnemer van de Data- en Kennishub Gezond Stedelijk Leven, een onafhankelijk en open platform van publieke en private organisaties die samen werken aan een gezonde stedelijke leefomgeving. Sinds januari 2020 coördineert de Universiteit Utrecht het landelijke Exposome-NL consortium dat samenwerkt op het gebied van exposoom onderzoek.

## Bestuur
Het College van Bestuur (CvB) bestaat uit:
- Rector Magnificus prof. dr. Henk Kummeling[7]
- Voorzitter prof. dr. Anton Pijpers[7]
- Vice-voorzitter drs. Margot van der Starre (ingangsdatum 15 maart 2021)[8]
- Studentassessor Niels Vreeswijk (ingangsdatum 1 september 2024)[9]

Naast het CvB is er een Raad van Toezicht, een toezichthoudend orgaan van de universiteit, bij wet voorgeschreven. De vijf leden van de raad worden voor vier jaar benoemd door de minister van Onderwijs, Cultuur en Wetenschap.

### Universitaire Bestuursdienst
Het College van Bestuur (CvB) en de universiteit worden ondersteund door de Universitaire Bestuursdienst (UBD). De verschillende directies van de UBD geven beleidsadvies en voeren diensten uit op het gebied van onderwijs, onderzoek, administratie, IT, ontwikkeling en beheer van vastgoed, juridische zaken, enzovoort. Ook het Centrum voor Wetenschap en Cultuur (CWC) is onderdeel van de UBD. Het CWC bestaat uit met het Universiteitsmuseum Utrecht (UMU) (met de Oude Hortus), het Programmabureau dat onder andere de lezingenreeks Studium Generale organiseert en Parnassos Cultuurcentrum, waar studenten en medewerkers cursussen kunnen volgen in bijvoorbeeld muziek, dans, theater, fotografie, en waar voorstellingen worden gegeven.

## Faculteiten

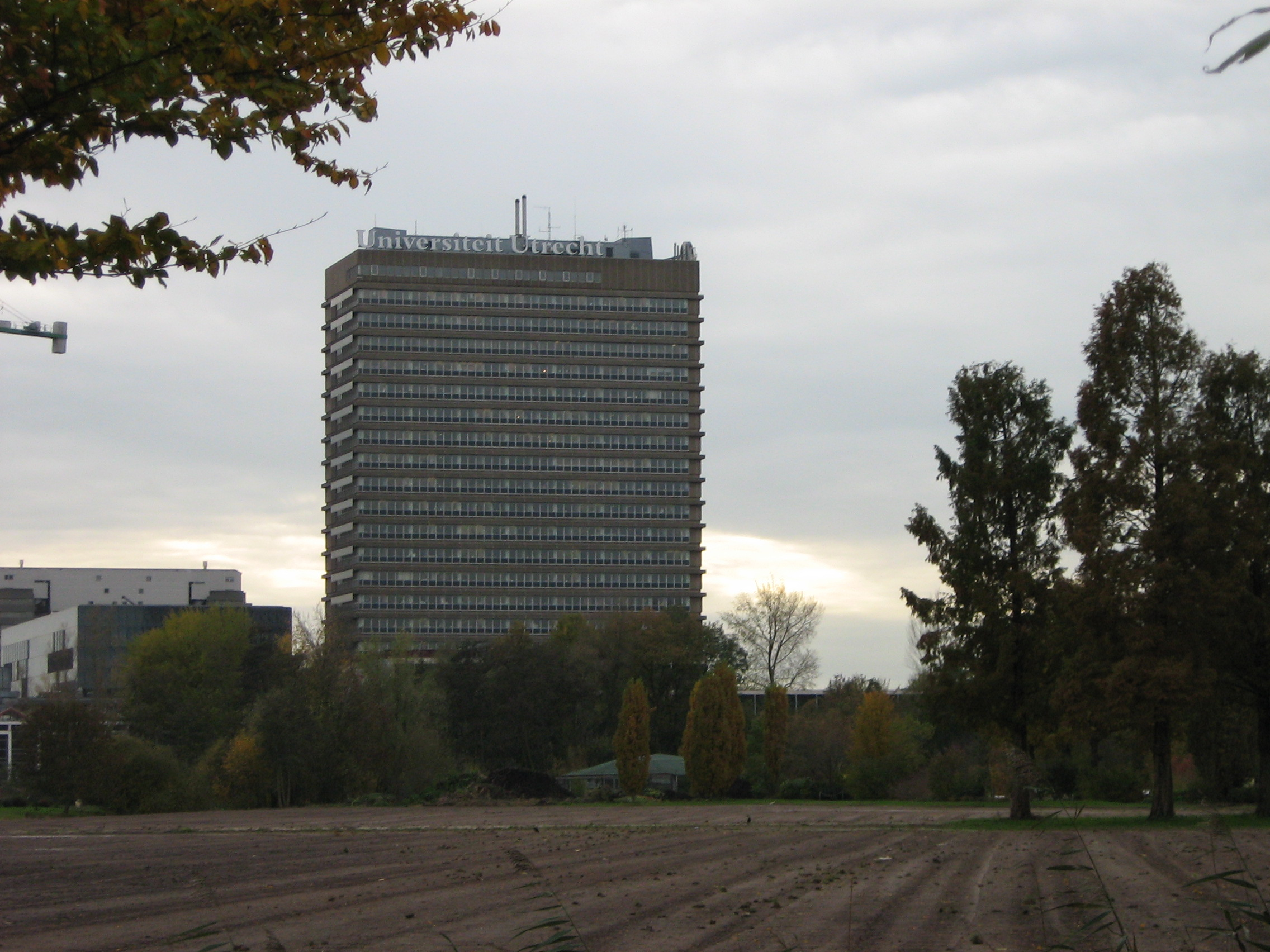
Het Willem C. van Unnikgebouw (voorheen Transitorium II)

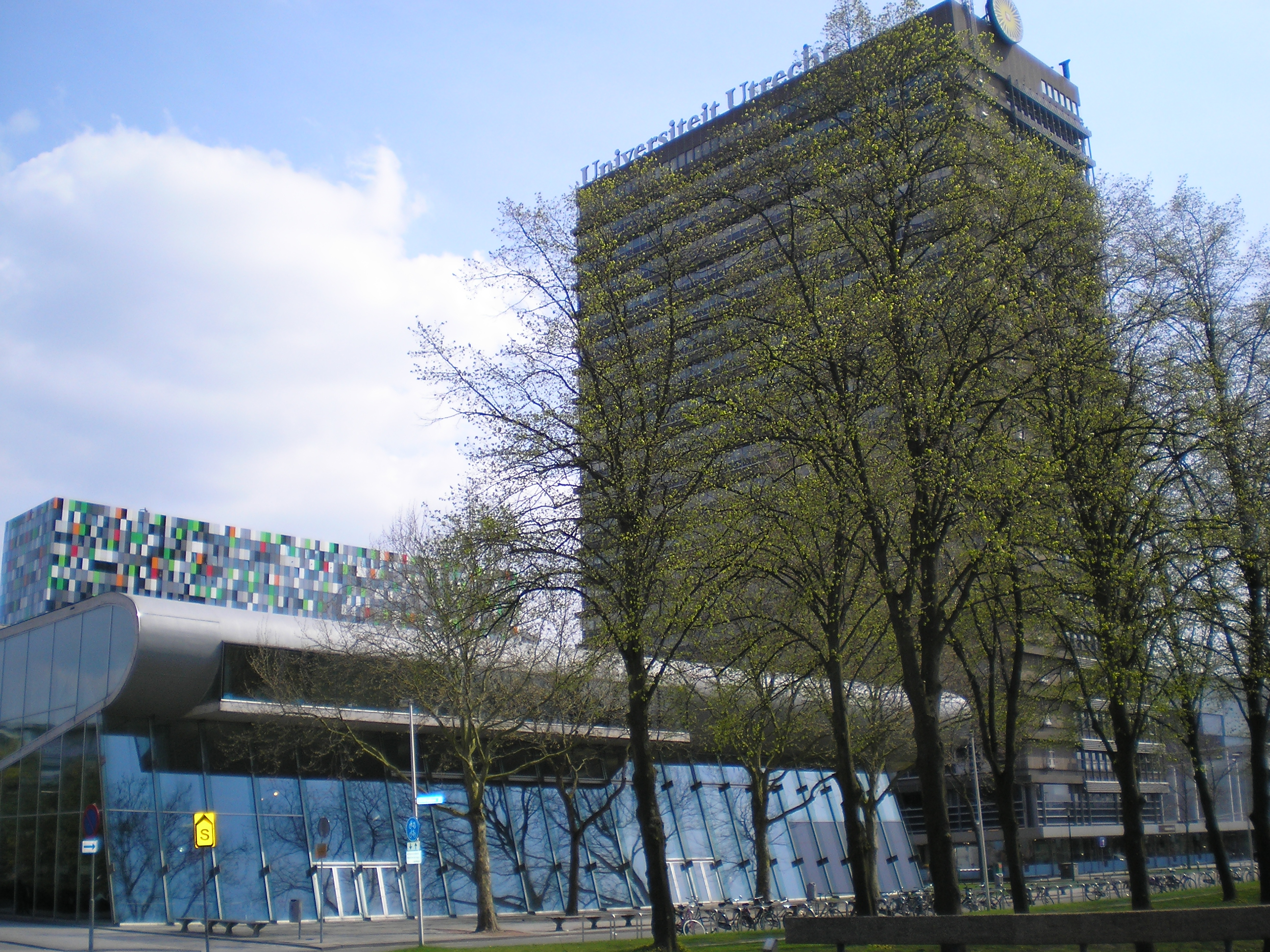
Universiteit Utrecht aan de Leuvenlaan 19 op De Uithof

De gebouwen van de Universiteit Utrecht zijn over de stad verspreid. De meeste faculteiten zijn gevestigd in De Uithof. Twee grote faculteiten (Geesteswetenschappen en Recht, Economie, Bestuur en Organisatie) zijn gevestigd in de binnenstad.
De zeven faculteiten van de UU zijn:
- Bètawetenschappen
- Diergeneeskunde
- Geesteswetenschappen
- Geneeskunde - onderdeel van het UMC Utrecht
- Geowetenschappen
- Recht, Economie, Bestuur en Organisatie
- Sociale Wetenschappen

Naast de faculteiten zijn er binnen de UU nog 7 graduate schools en twee onderwijsinstituten:
- Graduate Schools:
  - Graduate School of Geosciences
  - Graduate School of Humanities
  - Graduate School of Law, Economics and Governance
  - Graduate School of Life Sciences
  - Graduate School of Natural Sciences
  - Graduate School of Social and Behavioural Science
  - Graduate School of Teaching
- Onderwijsinstituten:
  - University College Utrecht
  - University College Roosevelt

### Faculteit Bètawetenschappen
De faculteit Bètawetenschappen is in november 2004 ontstaan als fusie en bestaat uit de volgende departementen:
| Departement                  | Studies                                            |
| ---------------------------- | -------------------------------------------------- |
| Farmaceutische wetenschappen | College of Pharmaceutical Sciences (CPS); Farmacie |
| Biologie                     | Biologie                                           |
| Scheikunde                   | Scheikunde                                         |
| Natuurkunde                  | Natuurkunde                                        |
| Wiskunde                     | Wiskunde; Wiskunde en toepassingen                 |
| Informatica                  | Informatica; Informatiekunde                       |

Voorheen waren dit zelfstandige faculteiten, behalve de laatste twee, die samen een faculteit vormden.
- Undergraduate School Bètawetenschappen (bacheloropleidingen)
- Graduate School of Natural Sciences (masteropleidingen in richtingen wiskunde, natuurkunde, informatica, scheikunde, wijsbegeerte en toepassingen)
- Graduate School of Life Sciences (masteropleidingen in richtingen biologie, farmacie, scheikunde, diergeneeskunde, geneeskunde en biomedische wetenschappen)
- Utrecht School of Pharmacy (masterprogramma dat opleidt tot apotheker)

De bacheloropleiding Biomedische Wetenschappen wordt samen door de faculteiten Bètawetenschappen, Diergeneeskunde en Geneeskunde aangeboden, en bevindt zich onder de faculteit Geneeskunde.

#### Studieverenigingen
De faculteit Bètawetenschappen kent zes studieverenigingen, die opkomen voor de belangen van studenten, maar vooral ook studie-inhoudelijke en sociale activiteiten organiseren:
- A-Eskwadraat (natuurkunde en wiskunde[12])
- Sticky (game-technologie, informatica en informatiekunde[13][14])
- U.S.S. Proton (scheikunde)
- Utrechtse Biologen Vereniging (UBV) (biologie)
- Unitas Pharmaceuticorum (UP) (farmacie en college of pharmaceutical sciences)
- U.L.S.V. Amino (moleculaire and biofysische levenswetenschappen)

### Faculteit Diergeneeskunde
De faculteit Diergeneeskunde is de enige instelling in Nederland waar dierenartsen worden opgeleid, met ongeveer 1500 studenten en 1000 medewerkers. Deze faculteit bestaat uit de volgende departementen met daaronder afdelingen:
- Biomedical Health Sciences[15]
  - Celbiologie, Metabolisme & Kanker
  - Infectieziekten en Immunologie
  - Pathologie
- Clinical Sciences[16]
  - Gezondheidszorg Paard
  - Chirurgie Gezelschapsdieren
  - Inwendige Geneeskunde Gezelschapsdieren
  - Spoed en Intensieve Zorg Gezelschapsdieren
  - Overkoepelende Disciplines
- Population Health Sciences[17]
  - Dier in Wetenschap en Maatschappij
  - Gezondheidszorg Landbouwhuisdieren
  - Institute for Risk Assessment Sciences (IRAS)

Om het onderwijs en onderzoek te faciliteren, beschikt de faculteit Diergeneeskunde over drie universiteitsklinieken:
- Universiteitskliniek voor Gezelschapsdieren
- Universiteitskliniek voor Paarden
- Universitaire Landbouwhuisdierenpraktijk

Hier kunnen verschillende diersoorten op (meestal) doorverwijzing specialistische zorg krijgen, waarbij gelijktijdig studenten worden opgeleid. Gezamenlijk vormen de drie klinieken een academisch dierenziekenhuis, het grootste academische dierenziekenhuis buiten de Verenigde Staten.
De bacheloropleiding Biomedische Wetenschappen wordt samen door de faculteiten Bètawetenschappen, Diergeneeskunde en Geneeskunde aangeboden, en bevindt zich onder de faculteit Geneeskunde.

### Faculteit Geesteswetenschappen
De faculteit Geesteswetenschappen is opgedeeld in vier verschillende departementen:
- Departement Geschiedenis en Kunstgeschiedenis
- Departement Media- en Cultuurwetenschappen
- Departement Talen, Literatuur en Communicatie
- Departement Filosofie en Religiewetenschap

De faculteit Geesteswetenschappen is een van de grootste faculteiten van de Universiteit Utrecht, verantwoordelijk voor meer dan 26 bacheloropleidingen en meer dan 32 masterprogramma's, plus zeven educatieve masters.

#### Studieverenigingen
De faculteit Geesteswetenschappen kent verschillende studieverenigingen, die opkomen voor de belangen van studenten, maar vooral ook studie-inhoudelijke en sociale activiteiten organiseren, waaronder:
- USLAS Atlas (Liberal Arts and Sciences)
- Stichting Art (kunstgeschiedenis)
- Hucbald (muziekwetenschappen)
- UHSK (geschiedenis)
- s.v. Aladdin (religiewetenschappen en islam & Arabisch)
- U.S.C.K.I. Incognito (Kunstmatige Intelligentie)
- SV Awater (Nederlandse taal en cultuur)

### Faculteit Geneeskunde
Het onderwijs dat gegeven wordt door de faculteit geneeskunde wordt veel in samenwerking gedaan met het UMC Utrecht. Onder de faculteit geneeskunde vallen 2 bacheloropleidingen en 3 masteropleidingen:
- Geneeskunde (Bachelor en Master)
- Biomedische Wetenschappen
  - De bacheloropleiding Biomedische Wetenschappen wordt samen door de faculteiten Bètawetenschappen, Diergeneeskunde en Geneeskunde aangeboden.
- Biomedical Sciences
- Klinische Gezondheidswetenschappen
  - Master Verplegingswetenschap
  - Master Fysiotherapiewetenschap
  - Master Logopediewetenschap
- Selective Utrecht Medical Master (SUMMA)

### Faculteit Geowetenschappen
De faculteit Geowetenschappen is met 4 bacheloropleidingen en 16 masteropleidingen het grootste opleidingscentrum op het terrein van geowetenschappen met ongeveer 3200 studenten. Deze faculteit bestaat uit de volgende departementen:
- Aardwetenschappen
- Fysische Geografie
- Sustainable Development
- Sociale Geografie en Planologie

#### Studieverenigingen
- NWSV Helix (Natuurwetenschappen en innovatie management)
- Storm (Global Sustainability Science)
- U.A.V. (Aardwetenschappen)
- V.U.G.S (Sociale geografie en planologie)

### Faculteit Recht, Economie, Bestuur en Organisatie
De faculteit Recht, Economie, Bestuur en Organisatie (afgekort REBO) bestaat uit de volgende departementen:
- Departement Rechtsgeleerdheid
- Departement Economie: Utrecht University School of Economics (USE)
- Departement Bestuurs- en Organisatiewetenschap (USBO)

#### Studieverenigingen
De faculteit Recht, Economie, Bestuur en Organisatie kent drie studieverenigingen, die opkomen voor de belangen van studenten, maar vooral ook studie-inhoudelijke en sociale activiteiten organiseren:
- JSVU (rechtsgeleerdheid)
- Algemeen Rechtshistorisch Dispuut Salvius Julianus (rechtsgeschiedenis)
- ECU '92 (economie en bedrijfseconomie)
- Perikles (bestuurs- en organisatiewetenschap)

### Faculteit Sociale Wetenschappen
De faculteit Sociale Wetenschappen bestaat uit de volgende departementen:
- Psychologie
- Educatie & Pedagogiek
- Maatschappijwetenschappen

## Campus
De Universiteit heeft ervoor gekozen een flink deel van haar budget in moderne architectuur in De Uithof te investeren. Zodoende staan er nu onder andere het Educatorium van Rem Koolhaas, een studentencomplex van Rudy Uytenhaak en een bibliotheek van Wiel Arets. De campus trekt daardoor veel bezoekende architectuurstudenten. In 2011 is het David de Wiedgebouw (vernoemd naar David de Wied) in gebruik genomen, ontworpen door Herman Hertzberger en Laurens Jan ten Kate.
Tot 2020 had de campus de naam ‘De Uithof’, dit kwam van een oude boerderij die jarenlang op het terrein gevestigd was. Het hele landbouwgebied hoorde bij het toenmalige klooster Oostbroek. In 2020 is de universiteit begonnen met een rebranding van de campus onder de nieuwe naam "Utrecht Science Park".

## Studentenleven
Het studentenleven speelt zich af bij studie- en studenten(sport)verenigingen.
Zie voor een opsomming:
- Lijst van studieverenigingen
- Lijst van studentengezelligheidsverenigingen
- Lijst van confessionele studentenverenigingen
- Lijst van studentenmuziekverenigingen
- Lijst van studentensportverenigingen

## Enkele bekende alumni en medewerkers
Een aantal bekende personen is alumnus en/of (voormalig) medewerker van de UU, onder wie enkele winnaars van de Nobelprijs. Onder de eredoctores van de Universiteit Utrecht geniet vooral Winnie Mandela bekendheid (1986).
Zie: Lijst van alumni en medewerkers van de Universiteit Utrecht

Zie: Lijst van eredoctoraten van de Universiteit Utrecht

## Publicaties over de Universiteit Utrecht
- Hervé Jamin, m.m.v. Marijke Huisman: Kennis als opdracht. De Universiteit Utrecht 1636-2001. Utrecht, Uitgeverij Matrijs, Utrecht, 2001. ISBN 9789053451885
- Sander van Walsu: Ook al voelt men zich gewond. De Utrechtse universiteit tijdens de Duitse bezetting, 1940 – 1945.  Utrecht, Universiteit Utrecht,  1995. ISBN 9789039306581